# Château de la Touche
Pour les articles homonymes, voir Château de la Touche (homonymie) et La Touche (homonymie).
Le château de la Touche est situé dans la commune française de Nozay (département de la Loire-Atlantique). 
L'actuel château date des années 1820, le château antérieur qui remontait au Moyen Âge ayant été rasé en raison de son état de délabrement. Le nouveau château, incendié en 1987, fait l'objet de travaux de restauration à partir de 1990. Les communs sont classés à partir de 1988.

## Localisation
Nozay se trouve à environ 40 km au nord de Nantes, sur la route nationale 137 qui relie Nantes à Rennes.
Le château de la Touche est situé à quelques centaines de mètres au nord-est du centre de Nozay, un peu au nord du quartier du Vieux Bourg.

## Description

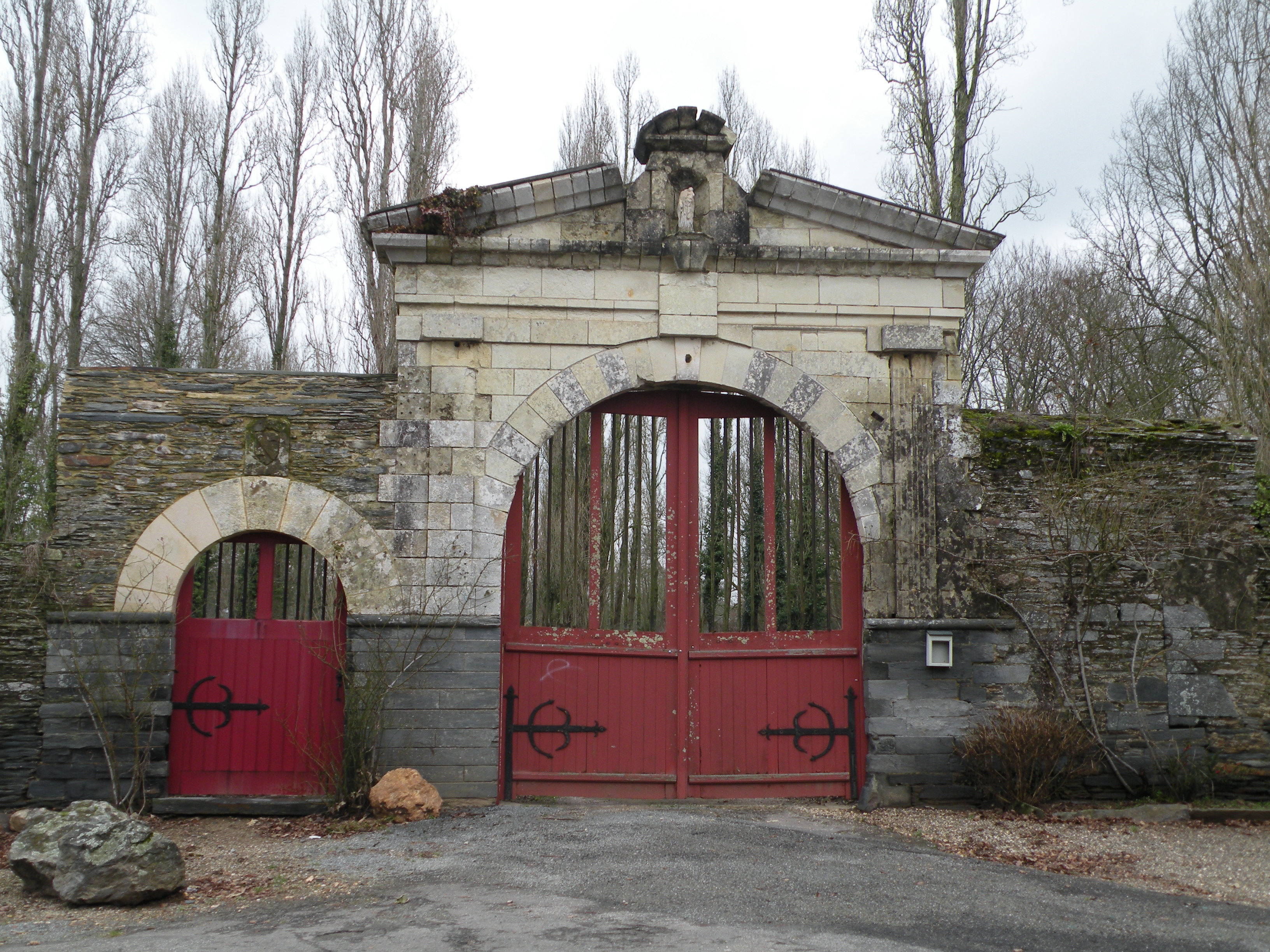
Portail.

## Histoire
L'histoire du château est lié à celle des seigneurs de la Touche (liste infra), mais aussi à celle des seigneurs de Nozay, qui, à l'époque moderne, appartiennent notamment à la maison de Montmorency.

### Origines du premier château (Moyen Âge)
En 1437, Jeanne du Moulin, dame de la Touche, épouse de Robert Sorin, fonde une chapellenie dans le transept nord de l'église paroissiale en l'honneur de saint Michel. Cette chapellenie sera transférée en 1680 dans la chapelle privée du domaine de la Touche et des messes y seront célébrées jusqu'à la Révolution française.

### Ventes du château de 1498 à 1534
En 1498, Jean Sorin, seigneur de la Touche, héritier de Robert Sorin et de Jeanne du Moulin, vend la seigneurie à Bernard de Frosy. 
En 1504, les héritiers de Frosy vendent le domaine à Jean Trégouët.
En 1534, les héritiers Trégouët le revendent à Pierre Pirault (1???-1541).

### Pierre Pirault et Toussaint de Commaille (1534-1563)
Pierre Pirault est conseiller du roi et secrétaire du gouverneur de Bretagne Jean de Laval (1486-1543), baron de Châteaubriant et seigneur de Nozay. 
En 1538, se trouvant à Chantilly, Jean de Laval fait anoblir Pierre Pirault et lui obtient la permission de posséder en Bretagne des terres nobles jusqu'à la somme de 400 livres de rentes. Pierre Pirault meurt en 1541, deux ans avant Jean de Laval, son bienfaiteur. 
Avant 1553, Toussaint de Comaille, contrôleur général de la Marine du Ponant, devient seigneur de la Touche par son mariage avec la veuve de Pierre Pirault, Perrine Vivien (1520-1???). 

### Famille de Cornulier (1563-1718)
Sa fille aînée, Claude de Comaille (1???-1601) apporte le domaine en 1563 à son époux Pierre de Cornulier (1???-1588).

Armes de la famille de Cornulier : D'azur, au rencontre de cerf d'or, surmonté entre son bois d'une moucheture d'hermine d'argent.

Le 26 septembre 1605, le connétable Henri de Montmorency (1534-1614), seigneur de Nozay, octroie le droit à Claude de Cornulier (1568-1645), seigneur de la Touche, marquis de Château-Fromont, fils de Pierre de Cornulier, d'avoir un banc prohibitif dans le chœur de l'église, du côté de l'épître et près de la chapelle Sainte-Anne. Sous ce banc est creusé un enfeu à l'usage des seigneurs de la Touche-Cornulier. Pourtant ceux-ci préfèrent parfois la chapelle Saint-Clair, dans la cathédrale de Nantes.
En 1611, Louis XIII érige le domaine de la Touche en châtellenie. Le roi unit pour cela plusieurs terres seigneuriales situées dans la paroisse de Nozay : Toulan, la Rivière, la Croix-Mérhan. Toutefois, à ces seigneuries constituant la châtellenie de la Touche-Cornulier, les seigneurs du lieu joignent plusieurs autres terres formant ainsi un ensemble féodal considérable : ce sont Beaujouet, le Bois-Guillaume, la Haie-Poil-de-Grue, la Naulière, la Grande Villatte et la Petite Villatte. Le 17 mai 1634, une sentence arbitrale entre Henri II de Bourbon-Condé (1588-1646), seigneur de Nozay, et Claude II de Cornulier (1633-1700), seigneur de la Touche, né au château, maintient ce dernier au droit de châtellenie de la Touche et lui permet de l'employer.

### Conflits de propriété (1718-1789)
La Touche est attribuée en dot à la petite-fille de Claude II de Cornulier, Élisabeth de Cornulier (1682-1747), mariée à Jean-Paul Hay des Nétumières (1668-1728), lesquels la vendent le 24 mai 1718 à Joachim Darquistade, négociant à Nantes. 
Incidemment, François de Montmorency (1676-1748), colonel des armées royales, et mari d'Émilie-Félicité de Cornulier (sœur d'Élisabeth de Cornulier), désire beaucoup avoir cette terre. Le retrait lignager ne pouvant être exercé, attendu que la Touche a été donnée à Élisabeth de Cornulier, dame des Nétumières en remplacement des deniers dotaux de sa mère Françoise Denyau (????-1682), les Cornulier ont recours pour en prendre possession au retrait féodal exercé par intermédiaire. 
Les deux seigneurs supérieurs de la Touche, Louis IV Henri de Bourbon-Condé (1692-1740), prince de Condé et seigneur de Nozay, et Jean-Baptiste de Cornulier (1648-1720), seigneur de Lucinière et baron de la Roche en Nort, se font adjuger en août 1718 chacun pour ce qui relève de leurs fiefs, le retrait féodal de la châtellenie de la Touche et font immédiatement cession de leurs droits à François de Montmorency et sa femme Émilie-Félicité de Cornulier.
En 1748, François de Montmorency meurt à la Touche. L'héritière, sa fille Marie Anne de Montmorency (1721-1789), mariée en 1733 au marquis Louis Alexandre Xavier de Carcado (1712-1763), vend la Touche le 8 mai 1766 à Françoise Bouteiller, dame de la Berrière, veuve de l'écuyer François-Bertrand des Coeuvre.
Mais Toussaint de Cornulier (1705-1778), seigneur de Boismaqueau, au nom de son fils Jean-Toussaint de Cornulier (1744-1794), s'en fait adjuger les prémisses et retrait lignager par sentence des régales de Nantes en 1767.
En 1772, Jean-Toussaint de Cornulier, la Touche passe à ses frères Toussaint-Charles de Cornulier (1740-1779) et Joseph de Cornulier (1745-1776), puis est donnée en partage, du moins dans sa plus grande partie à une nièce, Marie-Anne de Lanloup (1774-1826), mariée à Jean Marie Louis de Bellingant (1761-1836).

### Période de la Révolution et de l'Empire
Pendant la Révolution française, le château est envahi par des patriotes qui l'incendient le 17 février 1790. La garde nationale du canton de Nozay est cantonnée à la Touche. Le château commence sa lente dégradation.
En 1794, le capitaine Sigisbert Hugo (1773-1828), futur général d'empire et père du poète Victor Hugo, est à la tête du cantonnement de la Touche. 
La Touche sert de rendez-vous de chasse pendant le Premier Empire. 
Le château est occupé en 1815 par les Prussiens qui achèvent de le rendre inhabitable. Le château comporte alors quatre grandes pièces principales au rez-de-chaussée, de nombreuses chambres à l'étage, une tourelle d'angle avec une aile perpendiculaire de même importance.

### XIX° et XX° siècles
La Touche est vendue le 29 janvier 1821 au comte François de Monti de Rezé (1788-????) (descendant de Pierre II de Cornulier (1607-1656)) et son épouse Olympe Le Roux de Commequiers (1791-????). 
Le vieux manoir est dans un tel état de délabrement que François de Monti le fait raser, pour construire en 1827 l'actuel château pour la somme de 25000 francs or. 
Puis, la Touche est donnée à leur fille Euphrasie de Monti de Rezé (1813-1885), mariée à Constant-Antoine du Bois de Maquillé (1810-1901), page du roi Charles X.
Son fils aîné, le comte Henri du Bois de Maquillé (1846-1934), zouave pontifical, blessé en Italie en combattant les envahisseurs des États pontificaux, en hérite mais meurt sans postérité. Puis le domaine passe à sa sœur, Clémentine du Bois de Maquillé (1854-1945), morte sans postérité, qui la lègue à son neveu Constant du Bois de Maquillé (1885-1977). Son fils Daniel (1915-1977) en hérite, puis elle échoit à son fils Yannick (né en 1945), l'actuel propriétaire. Le château de la Touche est ravagé par un incendie le 6 avril 1987. Les communs sont inscrits au titre des monuments historiques en 1988.
Un programme de rénovation et de reconstruction du château et de ses communs est actuellement en cours, en collaboration étroite avec les services de la Direction Régionale des Affaires Culturelles (DRAC), des Bâtiments de France, de la région des Pays de Loire et du Conseil général de la Loire-Atlantique. Les travaux de rénovation du château ont démarré en 1990, ceux des communs en 1991.

## Liste des propriétaires de la Touche

### Seigneurs de la Touche
- De 1413 à 1437 : Jeanne du Moulin, épouse de Robert Sorin,
- De 1437 à 1498 : Jean Sorin, fils ? des précédents
- De 1498 à 1504 : Bernard de Frosy, par rachat au précédent
- De 1504 à 1525 : Jean Trégouët, par rachat au précédent
- De 1525 à ???? : Catherine de Veant, épouse du précédent
- De ???? à 1534 : Bernard Trégouët
- De ???? à 1534 : Jean de Veant
- De 1534 à ???? : Pierre Pirault (????-1541), par rachat au précédent
- (avant 1553) : Toussaint de Comaille, par remariage avec Perrine Vivien, veuve du précédent
- De ???? à 1601 : Claude de Comaille (????-1601), fille du précédent
- De 1563 à 1588 : Pierre Ier de Cornulier (????-1588), époux de la précédente
- De 1601 à 1641 : Claude Ier de Cornulier (1568-1645), fils des deux précédents
- De 1641 à 1656 : Pierre II de Cornulier (1607-1656), fils du précédent
- De 1656 à 1700 : Claude II de Cornulier (1633-1700), fils du précédent
- De 1700 à 1727 : Toussaint de Cornulier (1660-1727), fils du précédent
- De 1727 à 1718 : Élisabeth de Cornulier (1682-1747), fille du précédent
- De 1702 à 1718 : Jean-Paul Hay des Nétumières (1668-1726), époux de la précédente
- De 1718 à 1718 : Joachim Darquistade, par rachat aux deux précédents
- De 1718 à 1748 : François de Montmorency (1676-1748), par rachat au précédent, beau-frère d'Élisabeth de Cornulier
- De 1748 à 1766 : Marie-Anne de Montmorency (1721-1789), fille du précédent
- De 1748 à 1763 : Louis Alexandre Xavier de Carcado (1712-1763), époux de la précédente
- De 1766 à 1767 : Françoise Bouteiller, par rachat à Marie-Anne de Montmorency
- De 1767 à 1767 : Jean-Toussaint de Cornulier (1744-1794), petit-neveu d'Élisabeth de Cornulier, par rachat à la précédente
- De 1767 à 1770 : Toussaint-Charles de Cornulier (1740-1779), frère du précédent
- De 1770 à 1776 : Joseph de Cornulier (1745-1776), frère du précédent
- De 1776 à 1778 : Toussaint de Cornulier (1705-1778), père des trois précédents
- De 1776 à 1780 : Marie-Angélique de Cornulier (1717-1793), épouse du précédent, nièce d'Élisabeth de Cornulier
- De 1780 à 1789 : Marie-Anne de Lanloup (1774-1826), petite-fille des deux précédents

### Propriétaires du château (depuis la Révolution)
- De 1789 à 1821 : Jean Marie Louis de Bellingant (1761-1836), époux de la précédente
- De 1821 à ???? : François de Monti de Rezé (1788-????), descendant de Pierre II de Cornulier (1607-1656), par rachat aux deux précédents
- De ???? à 1885 : Euphrasie de Monti de Rezé (1813-1885), fille du précédent
- De 1885 à 1901 : Constant-Antoine du Bois de Maquillé (1810-1901), époux de la précédente
- De 1901 à 1934 : Henri du Bois de Maquillé (1846-1934), fils des deux précédents
- De ???? à 1945 : Clémentine du Bois de Maquillé (1854-1945), sœur du précédent
- De 1945 à 1977 : Constant du Bois de Maquillé (1885-1977), neveu de la précédente
- De 1977 à 1977 : Daniel du Bois de Maquillé (1915-1977), fils du précédent
- Depuis 1977 : Yannick du Bois de Maquillé (1945), fils du précédent